# Campagnol de Richardson
Microtus richardsoni
Espèce
Statut de conservation UICN

 LC  : Préoccupation mineure
Le Campagnol de Richardson (Microtus richardsoni), est une espèce de rongeurs de la famille des Cricétidés. C'est le plus gros campagnol d'Amérique du Nord.
Il était à l'origine classé dans le genre Arvicola.

## Répartition et habitat
Il vit au Canada et aux États-Unis. Il a une préférence pour les prairies alpines et sub-alpines.

Carte de répartition